# New Zealand Open 1990
Die New Zealand Open 1990 im Badminton fanden Anfang September 1990 statt.

## Sieger und Platzierte
| Disziplin    | Gold                        | Silber                         | Bronze                        |
| ------------ | --------------------------- | ------------------------------ | ----------------------------- |
| Herreneinzel | Nick Hall                   | Dean Galt                      | Kerrin Harrison               |
| Herreneinzel | Nick Hall                   | Dean Galt                      | Glenn Stewart                 |
| Dameneinzel  | Stephanie Spicer            | Rhona Robertson                | Sonia Yee                     |
| Dameneinzel  | Stephanie Spicer            | Rhona Robertson                | Sheree Jefferson              |
| Herrendoppel | Dean Galt Nick Hall         | Kerrin Harrison Glenn Stewart  | Duncan Rae Nigel Skelt        |
| Herrendoppel | Dean Galt Nick Hall         | Kerrin Harrison Glenn Stewart  | Brent Chapman Grant Walker    |
| Damendoppel  | Rhona Robertson Lynne Scutt | Sheree Jefferson Tammy Jenkins | T. Brott L. Garry             |
| Damendoppel  | Rhona Robertson Lynne Scutt | Sheree Jefferson Tammy Jenkins | Stephanie Spicer Norma Urlick |
| Mixed        | Brent Chapman Tammy Jenkins | Glenn Stewart Rhona Robertson  | Nick Hall Sheree Jefferson    |
| Mixed        | Brent Chapman Tammy Jenkins | Glenn Stewart Rhona Robertson  | Kerrin Harrison Lynne Scutt   |